# 死後処刑
死後処刑（英語: posthumous execution）は、既に死んだ人間の罪を問い、その死体を儀礼的に斬り刻む刑罰。時に刑罰を超えた私的な復讐感情によって行われ、またある視点からは尊ばれている人物についても、後に死後処刑される場合もある。

## 世界各地の執行例

### ヨーロッパ・ユーラシア
キリスト教世界では、審判の日に復活するためには、神に向かって体が上昇していけるよう東向きに埋葬されている必要があると考えられている。したがって、損傷のない遺体を切断し、復活の可能性を奪う死後処刑は刑罰として有効な方法の一つであったと言える。
- ローマ教皇フォルモススの遺体は死後にステファヌス6世によって掘り起こされ、897年に死体裁判にかけられた。有罪判決ののちに遺体は指を3本切断され、テヴェレ川に投げ込まれた。
- イングランド王ハロルド1世は1040年に死亡したのち、腹違いの兄弟であるハーデクヌーズに墓から掘り起こされ、沼に投げ込まれた[6]。
- 中世イングランドのシモン・ド・モンフォールは1265年にイーヴシャムの戦いで戦死したが、その遺体はヘンリー3世によって首吊り・内臓抉り・四つ裂きの刑に処された[7]。
- イングランドの神学者ジョン・ウィクリフは死後45年たってから異端の罪で墓を暴かれ、火刑に処されて遺体が川に投じられた。
- ワラキア公ヴラド・ツェペシュは戦死したのちにオスマン帝国軍によって斬首された。
- イングランドで宗教改革を行ったマルチン・ブツァーはメアリー1世の命令で墓を暴かれ、ケンブリッジのマーケット・スクエアで火刑に処された。

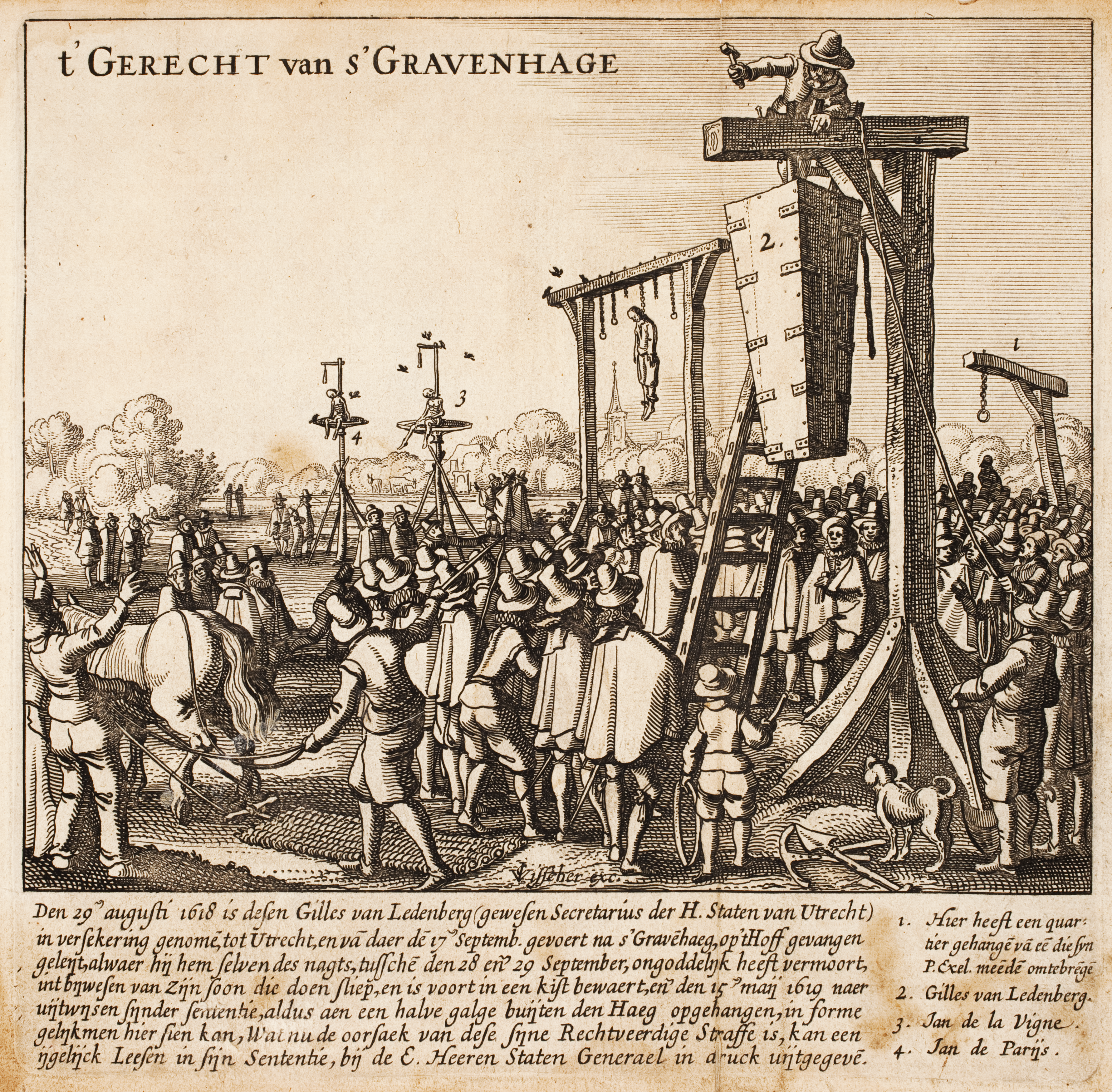
Gilles van Ledenbergの死後処刑（1619年）

- ガウリー伯ジョン・ルースベンと弟のアレキサンダー・ルースベンはガウリー陰謀事件の失敗によって絞首刑及び四つ裂きの刑に処されたが[8]、その首はエディンバラで串刺しにされ、また手足はパースの各所に晒された[9]。
- ユトレヒト書記官Gilles van Ledenberg（英語版）は、オルデンバルネフェルト（英語版）派としてオラニエ公マウリッツにより捕らえられた際、裁かれる前に首を切って自殺した。しかし裁判は続行され、翌年に死体が墓から掘り出されて、絞首台で晒された[10]。
- 清教徒革命後、24人のレジサイド（イングランド王チャールズ1世の処刑に関わったもの）たちはチャールズ2世による王政復古の前に死亡していたが、議会は免責・大赦法の例外であり大逆罪にあたるとして、主要なレジサイドだった裁判長ジョン・ブラッドショー、護国卿オリバー・クロムウェル、ヘンリー・アイアトン、トマス・プライドの4人に死後処刑の刑を言い渡した[11]。遺体は掘り起こされ、過度に腐敗していたトマス・プライドを除く3人の遺体はタイバーンの刑場に吊るされて、後に斬首された。体は近くの穴に捨てられたが、斬り落とされた首は最終的にウェストミンスター宮殿の端に晒された。結局クロムウェルの首が埋葬されたのは1960年のことであった。
- イギリスの海賊エドワード・ティーチ（黒髭）はイギリス海軍第一大尉ロバート・メイナードの手下に殺され、検死の後に斬り取られた首をバージニアへと戻るメイナードの船のマストに括り付けられた。メイナードがハンプトンに移るにあたって、ティーチの首はハンプトン川の河口に他の海賊の見せしめのために晒された[12]。
- アメリカ独立戦争時の軍人で医者のジョセフ・ウォーレンはバンカーヒルの戦いで戦死した後、服を引きちぎられ、見分けがつかなくなるまで銃剣で突き刺された後に浅い溝にねじ込まれた。数日後、イギリスの大尉ジェームズ・ドリューはウォーレンの遺体を掘り起こした。その際、目撃者の証言によれば、遺体は踏みにじられ、殴打され、斬首されるなどといった辱めを受けたという[13][14]。

- 帝政ロシアの聖職者グリゴリー・ラスプーチンの遺体は1917年に暴徒によって掘り起こされ、ガソリンで焼却された。
- ロシアの軍人ラーヴル・コルニーロフの遺体は1918年にボルシェビキの暴徒によって掘り起こされて、殴打され、踏みにじられた後に焼却された。
- プロイセン王国の軍人ゲプハルト・レベレヒト・フォン・ブリュッヘルの遺体は1945年に彼のマウソレウムに乱入したソビエト軍によって掘り起こされ、伝えられるところによれば、彼の頭蓋骨でフットボールが行われたという。1989年に冒涜された遺体は司祭によってポーランド南西部の教会のカタコンベに埋葬された[15]。

### アジア

#### 朝鮮
李氏朝鮮の頃から剖棺斬屍（ぼうかんざんし、朝鮮語: 부관참시）と呼ばれる刑罰が存在する。これは既に死んだ人間の罪を問い、墓を暴いて屍を斬り刻むというものである。これは死者の名誉を重要視する儒教文化の影響と考えられ、死刑の次に重い刑罰と考えられている。現代の北朝鮮においては軍需工場で発覚した問題を発生当時の責任者だった故人を剖棺斬屍に処すことで解決しており、また2020年に韓国の金元雄光復会会長が親日派の改葬（破墓）論を唱えたこともある種の剖棺斬屍であると見る向きもある。
- 2019年6月6日の顕忠日に、国立大田顕忠院の将軍墓域にて、民族問題研究所、平和在郷軍人会など親与党系団体のメンバー数十人が行った。

#### 中国
一般的に中国では死後に罪が明らかになったとしても、捜査されないことになっていた。そのことが『水滸伝』や『東周列国志』では「已死勿論」と表されている。しかし、反逆のような重大な罪であり、かつ罪人が発覚時に死亡している場合は当局は法律に従って遺体に拷問刑を課すことができた。また死刑囚が処刑前に死亡した場合も、罪の重さに応じて死後処刑を課すか否かを決定することができた。
明代の1588年（万暦16年）になると死後処刑は主に父母及び祖父母を殺した者（尊属殺）にのみ適用されるようになる。清代にはそれに従った上で、適用範囲を明確に強盗や山賊に広げていった。しかし死後処刑は1905年の刑法改革で廃止された。
- 『史記』巻6「秦始皇本紀」によれば、秦の始皇帝の異母弟の成蟜は反乱（成蟜の乱）に失敗して屯留で死亡したが、死後その遺体は辱められたという[23]。
- 『遼史』列伝第四十「姦臣上」によれば、登場する3人（耶律乙辛・張孝傑・蕭十三）は生前の罪によって、死後遺体を辱められた[24]。
- 『明史』によれば、明の宦官魏忠賢は自殺した後に遺体を磔にされ、首を晒された[25]。
- 清代には文字の獄の期間に死後処刑が多く行われた。『清史稿』本紀九によると雍正帝の頃には思想家の呂留良が長男の呂葆中・弟子の厳鴻逵とともに死後処刑に処された[26]。
- 明の万暦帝の定陵は文化大革命期の1966年に紅衛兵によって破壊され、数千の文化財が破壊された後に、万暦帝と孝端顕皇后・孝靖太后の遺体はガソリンで焼却された[27][28]。

#### 日本
平安末期の平治の乱では、信西が敵に追われて穴を掘り自害した後、遺体を掘り起こされて首を晒された。江戸時代には、重大犯罪を犯して死亡した者は、御定書百箇条第八十七条に基づき罪状の吟味が終わるまで死体を桶に入れて塩漬けにして仮埋葬を行った。吟味が終わり刑が確定すると、死体を掘り起こして刑を実行した。具体例としては大塩平八郎の乱の指導者のうち19人または20人が磔、17人が獄門、3人が死罪となったが、執行時点で生存していたのは1人のみであった。それ以外の者（大塩平八郎を含む）は、上記の手続きを経た死後処刑だった。

### ラテンアメリカ
- ハイチのデュヴァリエ独裁政権への軍事クーデターに際して、1986年に暴徒によって既に故人となっていたフランソワ・デュヴァリエの墓が暴かれたが遺体を見つけることはできなかった。そのために政権を支えた将軍グラシア・ジャックの遺体が代わりに掘り起こされ、道路に投げ捨てられて、蹂躙された[30]。